# Ortala

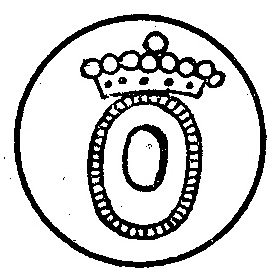
Ortala bruks järnstämpel.

Ortala, är en ort i Väddö socken i Norrtälje kommun, Stockholms län. Norra delen av bebyggelsen är av SCB avgränsat till en småort namnsatt till Ortalalund. 
Orten ligger på fastlandet invid Väddöviken i Norrtälje kommun och har tidigare haft ett vallonbruk.

## Historia
Ortala by omtalas i skriftliga handlingar 1409 och sedan återkommande i handlingar under 1400-talet., men förekommer faktiskt i ett betydligt äldre dokument, nämligen runstenen U 593, rest av þorbiorn a Ulfdalum, som bör avse Ortala. Stenen är placerad i Ortala sjöhage 50 meter ifrån vad som förmodligen är Ortala bys gravfält. I åkern 100 meter därifrån påträffades på 1890-talet ett runstensfragment, U 594, nu uppställt vid Väddö folkhögskola.
Vid Ortala anlades 1586 ett järnbruk som blev kronobruk på 1600-talet. Henrik Lemmens arrenderade bruket 1626 och införde vallonsmide. Lennart Torstenson, ofta betraktad som den främste av Gustav II Adolfs fältmarskalker, fick 1647 bruket i förläning som huvudgård i ett åt honom inrättat grevskap. Grevskapet drogs in i samband med Karl XI:s reduktion in till kronan igen. Bruket brändes ner under rysshärjningarna 1719 men återuppbyggdes. Ortala omfattade på den tiden ett mycket stort område av Roslagen. Vid mitten av 1700-talet förenades Ortala bruk med Norrtälje gevärsmanufaktori, vilket nedlades 1843. Från 1760 arrenderades Ortala av brukspatronerna Robert Finlay och John Jennings. Det såldes 1769 till Claes Grill som i sin tur sålde till Anders Tottie. 1857 var Carl Abraham Arfwedson ensam ägare till bruket. Det såldes 1862 till en brukspatron Welander, och bestod på 1860-talet av en vattenslägga, två spikhammare med vardera två ässjor samt två härdar. Därtill ingick en mjölkvarn med tre stenar och en vattensåg med två sågblad. År 1878 lades bruket ner.
Ortala utgjorde under lång tid "centralort" i Väddö och Häverö skeppslag. Begreppet skeppslag försvann vid tiden för första världskriget. Från 1799 till 1935 var Ortala tingställe för Mellersta Roslagens domsaga. Tingstället flyttade till Häverösund 1935. Den tidigare manbyggnaden började användas som tingshus på 1820-talet. Byggnaden, en röd trälänga, finns numera i anslutning till Väddö folkhögskola, i sydöstra delen. Ångbåtstrafiken med Vaxholmsbolaget lade till vid bryggor både vid Ortalalund och vid brygga i anslutning till det egentliga bruket. Ångbåtstrafiken upphörde omkring 1950.
Ortala svavelkisgruva bearbetades under 1600-talet, men övergavs senare.